# 莱富尔
莱富尔（法語：Les Fourgs，法語發音：[le fuʁ]）是法国杜省的一个市镇，位于该省南部，属于蓬塔利耶区。

## 地理
莱富尔（46°50'3"N, 6°24'19"E）面积27.99 平方千米，位于法国勃艮第-弗朗什-孔泰大區杜省，该省份为法国东部内陆省份，北起上索恩省，西接汝拉省，东部及东南部与瑞士接壤，东北部与贝尔福地区省接壤。
与莱富尔接壤的市镇（或旧市镇、城区）包括：韦里耶尔德茹。

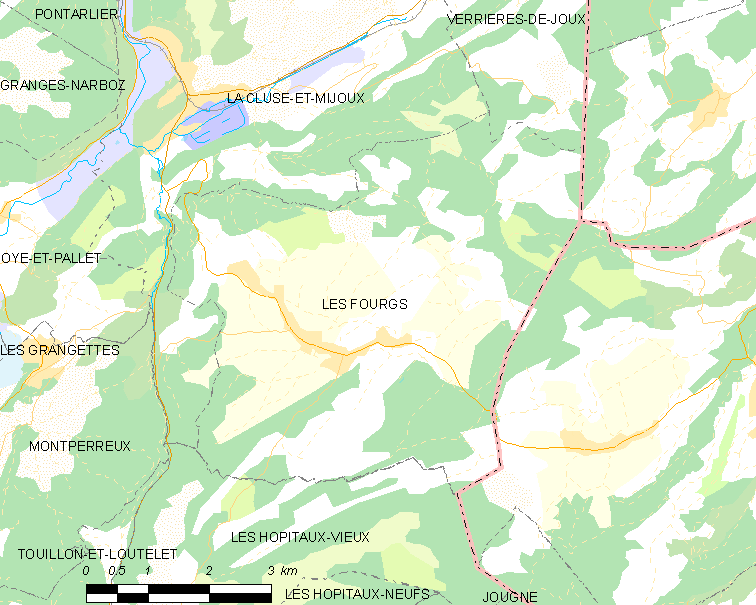
莱富尔的OSM定位图

莱富尔的时区为UTC+01:00、UTC+02:00（夏令时）。

## 行政
莱富尔的邮政编码为25300，INSEE市镇编码为25254。

## 政治
莱富尔所属的省级选区为弗拉讷县。

## 人口

1962-2008年间莱富尔人口变化图示

莱富尔于2022年1月1日时的人口数量为1429人。

## 交通
杜省省道D6线经过境内。